# Alchemilla dolichotoma
Alchemilla dolichotoma es una especie de planta del género Alchemilla, perteneciente a la familia Rosaceae.

## Taxonomía
Alchemilla dolichotoma fue descrita por Plocek en 1985.

## Distribución
Se encuentra en el territorio de Rumania.